# ليليان بي. ألين
ليليان بي. ألين هي مصورة كندية، ولدت في 9 نوفمبر 1904 في وينيبيغ في كندا، وتوفيت في 1995 في فيكتوريا في كندا.